# Comtat de Sponheim

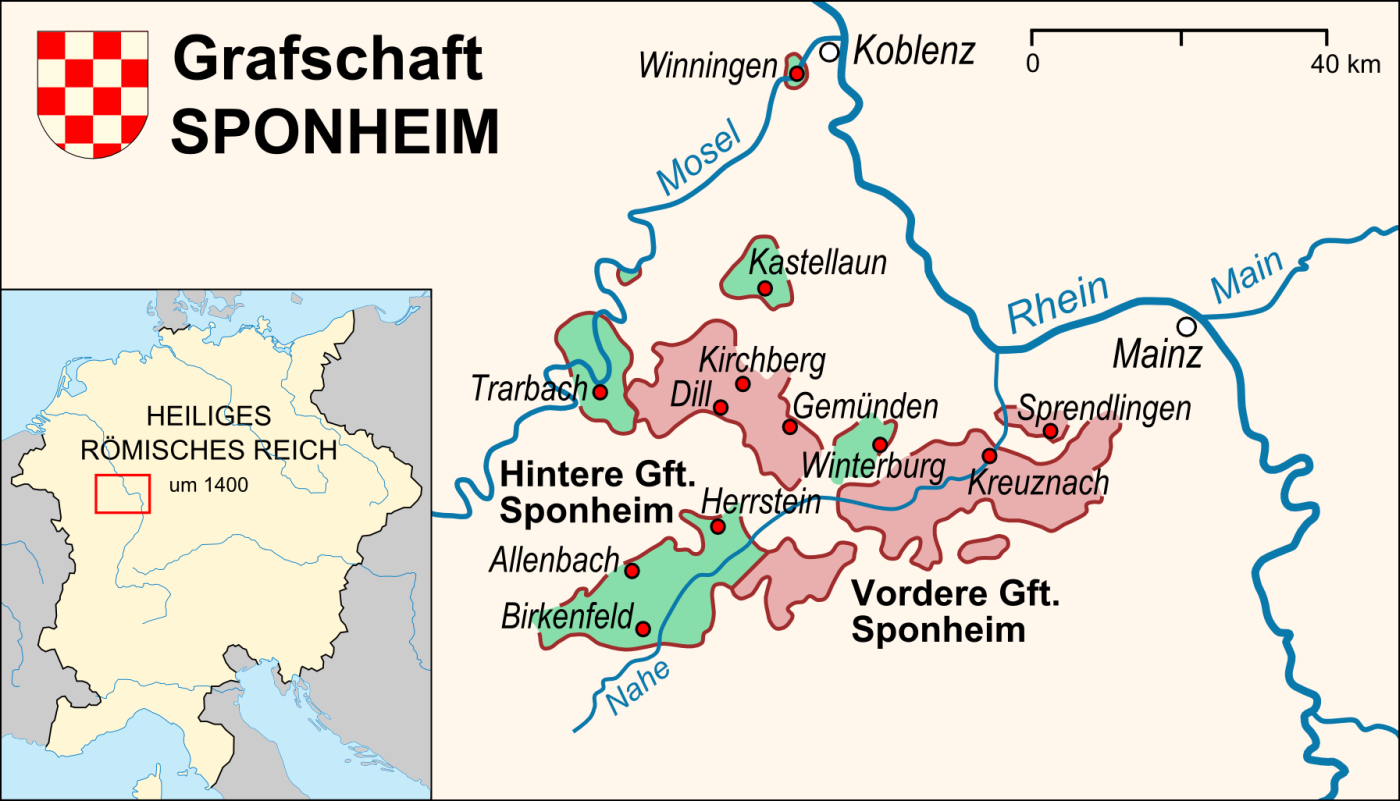
Mapa del comtat

El comtat de Sponheim (alemany: Grafschaft Sponheim, ortografia antiga: Spanheim, Spanheym) fou una jurisdicció feudal del Sacre Imperi Romanogermànic que va durar des del segle XI fins al segle XIX. El nom ve del terme municipal de Sponheim, on els comtes tenien la seva residència original.

## Geografia
El territori estava situat aproximadament entre els rius Rin, Mosela i Nahe, en l'actual estat de Renània-Palatinat, a la regió de Hunsrück. Limitava amb l'Electorat de Trèveris, al nord, el Raugraviat a l'oest, l'electorat de Magúncia i l'Electorat del Palatinat a l'est i el comtat de Veldenz al sud i l'oest, entre altres estats menors.

## Història

### Principi
La família de Sponheim, o Spanheim, està documentada des del segle XI. Hi ha dues branques principals que estan relacionades amb tota certesa, però la relació exacta encara és objecte de debat. La branca dels ducs de Caríntia descendeix de Sigfrid I, comte de Sponheim. La branca del Rin, que va retenir el comtat de Sponheim, descendeix d'Esteve I, comte de Sponheim.
El comtat es va originar a partir de diverses herències que estaven unides en mans de la família, incloent possessions als comtats de Nellenburg i Stromberg i la jurisdicció del Gaugrafen de Trechirgau (dinastia Berthold-Bezelin). El càrrec de comte de Sponheim suposadament derivaria del de comte de Trechirgau. La família dels comtes de Sponheim va fundar el monestir de Sponheim al segle XII, on al segle XI1 ja s'havia construït una església. Un abat de Sponheim, Johannes Trithemius, va escriure una crònica dels comtes de Sponheim i va acumular una gran col·lecció de documents sobre la història de la zona.

## Primeres divisions, comtat Anterior i Posterior, segles XIII a XV
Al voltant de 1225 el comtat va ser dividit en dos, amb cada part governada per una branca diferent de la casa de Sponheim. La línia Sponheim-Starkenburg va governar sobre el "Comtat Posterior", amb capital a Starkenburg (Hintere Grafschaft Sponheim), i la línia Sponheim-Kreuznach sobre el "comtat Anterior" amb capital a Kreuznach (Vordere Grafschaft Sponheim).
Aquesta partició es va dur a terme entre els fills del comte Godofreu III de Sponheim, qui va morir a l'estranger durant la seva participació en la Cinquena Croada. Godofreu s'havia casat amb Adelaida de Sayn, germana de l'últim comte Enric III de Sayn; el seu estat va ser dividit entre els seus tres fills Joan, Enric I i Simó I; aquest darrer, el germà menor, va rebre el comtat Anterior de Sponheim i va fixar la seva residència prop de castell de Kauzenburg prop de Kreuznach. Enric es va casar amb l'hereva de Heinsberg, va rebre una porció de l'herència de Sayn, i va fundar la línia de Sponheim dels senyors de Heinsberg. Joan es va convertir en hereu de Sayn i del comtat Posterior de Sponheim, residint primer en el castell de Starkenburg, i, a partir de 1350, al castell de Grevenburg prop de Trarbach.
Els fills de Joan I van dividir l'herència del seu pare el 1265. Godofreu va rebre el comtat de Sayn, els hereus directes són avui els comtes de Sayn-Wittgenstein. Enrich I, comte de Sponheim-Starkenburg es va convertir en l'hereu del comtat Posterior de Sponheim.
Ambdós territoris van ser fortificades extensament a través dels segles, com ho demostra l'existència de prop de 21 castells i ruïnes de castells, molts dels quals encara es poden visitar en l'actualitat. Les baralles amb els veïns electors de Magúncia i de Trèveris eren comunes, donant a llum al sud-oest alemany a llegendes com la història de Miquel Mort. El comtat Posterior i el comtat Anterior tampoc van estar sempre en bons termes un amb l'altre, a causa de la diferent afiliació política. Durant la disputa entre els reis alemanys Frederic d'Habsburg "der Schöne" (el Bell) i Lluís de Baviera el comtat Posterior va donar suport a Lluís i l'Anterior a Frederic. La victòria de Lluís va resultar en l'enfortiment polític del comtat Posterior de Sponheim. Al voltant d'aquest temps el comtat Anterior havia estat dividida altre cop entre els germans Joan II i Simó II de Sponheim-Kreuznach, amb el bosc definint els límits. El comte Walram de Sponheim-Kreuznach va reunificar el comtat Anterior. Walram es va fer conegut com un cap militar actiu involucrat en moltes accions, incloent entre la mateixa casa de Sponheim.

## Segones divisions, govern conjunt
El 1417 la línia Sponheim-Kreuznach es van extingir i la línia Sponheim-Starkenburg va governar només durant uns 20 anys a la major part de tot el comtat. La neta del comte Walram es va casar amb Rupert Pipan, hereu de l'Electorat del Palatinat, que va morir de malaltia després de tornar de la Batalla de Nicòpolis, a l'edat de 21 anys. El matrimoni no va tenir fills, però no obstant això una petita part del comtat Anterior (menys d'1/5) es va atorgar com a dot als electors palatins. El 1437 la línia Sponheim-Starkenburg es va extingir en successió masculina, i els comtats van ser manejats en conjunt com a norma, per un condomini dels hereus de la línia femenina, des de llavors fins al segle XIX. Aquests successors legítims, que es va emportar el títol de comte de Sponheim (Graf zu Sponheim), van ser els marcgravis de Baden, que descendien de Mectilda de Sponheim, i els comtes de Veldenz, que descendien de Loretta de Sponheim, ambdues (Mectilda i Loretta) filles del comte Joan III de Sponheim-Starkenburg. El comtat de Veldenz va ser heretat després per una línia col·lateral dels comtes palatins del Rin a través de la unió de l'hereva d'Anna Veldenz amb el comte palatí Esteve de Palatinat-Simmern-Zweibrücken. El govern del comtat Posterior de Sponheim va ser doncs compartit entre Baden i el Palatinat-Simmern-Zweibrücken (o Palatinat-Birkenfeld), i el govern del comtat Anterior de Sponheim va ser compartit entre Baden i l'Electorat del Palatinat.

## Reforma
La Reforma va ser instituïda al comtat de Sponheim l'any 1557, dirigida per Frederic II, comte palatí de Simmern. El comtat va esdevenir un territori protestant important, amb enclavaments al Mosel·la, com Enkirch, Trarbach o Winningen, a la frontera com s'ha dit de l'electorat catòlic de Trèveris. La guerra amb els Estats veïns catòlics es portaria a terme de manera intermitent a través dels segles, destacant la Guerra dels Trenta Anys.

## Fi del Comtat
Després de les guerres napoleòniques, la major part del comtat es va convertir en part de Prússia i la regió al voltant de Birkenfeld es va convertir en part d'Oldenburg. Les dinasties governants de Baden i Wittelsbach de Baviera van rebre extensos territoris a canvi de la pèrdua de Sponheim (hi ha també literatura sobre l'anomenat "conflicte de Sponheim" entre Baden i Baviera).

## Llista de comtes

### Sponheim
- Sigfrid I (1044–1065), Marcgravi de la Marca Hongaresa
- Esteve I (?–vers 1080)
- Esteve II (vers 1080–1118)
- Meginard I (vers 1118–1136 o 1145)
- Godofreu I (1136 o 1145–1159)
- Godofreu II (1165–1183)
- Godofreu III (1195–1218)

### Comtat "Posterior" de Sponheim
- Joan I, Enric I i Simó I, junts 1218-1223

#### Sponheim-Kreuznach
- Simó I (1223–1264)
- Joan I (1265–1290)
- Joan II (1290–1340)
- Simó II (1290–1336)
- Walram (1336–1380)
- Simó III (1380–1414)
- Elisabet (1414–1417)

#### Govern conjunt del comtat "Posterior" de Sponheim

##### Electorat del Palatinat
- Lluís III (1417–1436)
- Lluís IV (1436–1449)
- Frederic I (1449–1476), primer regent; 1451 Príncep Elector
- Felip (1476–1508, O.C. 1480)
- Lluís V (1508–1544)
- Frederic II (1544–1556)
- Otó Enric (1556–1559)
- Successió en la línia del Palatinat-Simmern

##### Veldenz i Palatinat-Simmern
- Frederic III de Veldenz (1437–1444, O.C. 1437)
- Frederic I del Palatinat-Simmern (1444–1480, O.C. 1453)
- Joan I del Palatinat-Simmern (1480–1509, O.C. 1508)
- Joan II del Palatinat-Simmern (1509–1557, O.C. 1527)
- Frederic III, 1559 Príncep Elector (1557–1576, O.C. 1569)
- Lluís VI, Príncep Elector (1576–1583)
- Frederic IV, Príncep Elector (1583–1610, O.C. 1588)
- Lluís Felip del Palatinat-Simmern (1610–1655), fins a 1622 únic governant, O.C.
- Lluís Enric del Palatinat-Simmern (1655–1674)
- Carles I Lluís, Príncep Elector (1674–1680, O.C. 1677)
- Carles II, Príncep Elector (1680–1685)
- Extinció de la línia Simmern, successió en la del Palatinat-Neuburg

##### Palatinat-Neuburg
- Felip Guillem, Príncep Elector (1685–1690)
- Joan Guillem, Príncep Elector (1690–1716, O.C. 1707)
- Carles III Felip, Príncep Elector (1716–1742)
- Carles Teodor, Príncep Elector (1742–1799, O.C. 1761)
- L'hereu per dret fou el comte palatí Maximilià de Zweibrücken (vegeu comtat "Posterior")

#### Baden-Baden
- Jacob I de Baden (1437–1453, O.C. 1444)
- Carles I de Baden (1453–1463) (1463 fins a gener de 1508 al Palatinat Electoral)
- Felip I de Baden (1508–1533, O.C. 1509) (1533/34 disputat, 27 de març de 1534 a Baden-Baden)
- Bernat III de Baden-Baden (1534–1536)
- Filibert de Baden-Baden (1536–1569, O.C. 1557)
- Felip II de Baden-Baden (1569–1588, O.C. 1576)
- Eduard Fortunat de Baden-Baden (1588–1600) (1600 fins a novembre de 1622 Baden no participa en el govern conjunt i governa sol l'elector palatí)
- Guillem de Baden-Baden (1622–1677, O.C. 1655)
- Lluís Guillem de Baden-Baden (1677–1707, O.C. 1680)
- Lluís Jordi Simpert de Baden-Baden (1707–1761, O.C. 1716)
- August Jordi Simpert de Baden-Baden (1761–1771)
- Extinció de la línia de Baden-Baden, la successió passa a la línia de Baden-Durlach)
- Carles Frederic I de Baden, Gran Duc de Baden (1771–1811)

### Comtat "Posterior" de Sponheim
- Joan, Enric I i Simó I, junts 1218-1223

#### Sponheim-Starkenburg
- Joan I (1223–1266)
- Enric I (1266–1289)
- Joan II (1289–1324)
- Enric II († 1323)
- Loreta (1324–1331)
- Joan III (1331–1398)
- Joan IV (1398–1411)
- Joan V (1411–1437)

#### Govern conjunt del comtat "Anterior" de Sponheim
- Frederic III de Veldenz (1437–1444, O.C. 1437)

##### Palatinat Simmern/-Birkenfeld/-Zweibrücken
- Frederic I del Palatinat-Simmern (1444–1480, O.C. 1453)
- Joan I del Palatinat-Simmern (1480–1509)
- Joan II del Palatinat-Simmern (1509–1557, O.C. 1527)
- Frederic II, elector palatí, 1559 Príncep Elector (1557–1560), governa sol 1569 a 1571

##### Palatinat-Zweibrücken
- Wolfgang del Palatinat-Zweibrücken (a Veldenz 1560–1569)
- Joan I del Palatinat-Zweibrücken (1569–1584 com tutor del seu germà Carles I)

##### Palatinat-Birkenfeld
- Carles I del Palatinat-Birkenfeld (a Birkenfield 1584–1600, O.C. 1588)
- Jordi Guillem del Palatinat-Birkenfeld (1600–1669, O.C. 1600), fins a 1618 sota regència
- Carles II Otó del Palatinat-Birkenfeld (1669–1671)

##### Palatinat-Birkenfeld-Bischweiler (que va rebre Birkenfeld)
- Cristià II del Palatinat-Bischweiler-Birkenfeld (a Bischweiler 1671–1717, O.C. 1677)

##### Palatinat-Zweibrücken-Birkenfeld (que va rebre Zweibrücken)
- Cristià III del Palatinat-Zweibrücken-Birkenfeld, des de 1731 a Zweibrücken (1717–1735)
- Cristià IV del Palatinat-Zweibrücken (1735–1775, O.C. 1761)
- Carles II August Cristià del Palatinat-Zweibrücken (1775–1795)
- Maximilià I Josep, Príncep Elector del Palatinat-Baviera, rei de Baviera al 1806. Al hereta 1799 la part indivisa del comtat "Anterior"

#### Baden
- Jacob I de Baden (1437–1453, O.C. 1444)
- Carles I de Baden (1453–1475)
- Cristòfol I de Baden (1475–1527, O.C. 1480)
- Bernat III de Baden-Baden a Baden (1527–1536)
- Filibert de Baden-Baden (1536–1569, O.C. 1557)
- Felip II de Baden-Baden (1569–1588, O.C. 1569)
- Eduard Fortunat de Baden-Baden (1588–1600) (1600–1605 Baden no participa en el govern conjunt i governa sol l'elector palatí)
- Jordi Frederic de Baden-Durlach, a Durlach (1605–1622)
- Guillem de Baden-Baden (1622–1677, O.C. 1669)
- Lluís Guillem de Baden-Baden (1677–1683), germà de l'anterior (de 1683 a 1697 va governar la marcgravina Maria Francesca, comtessa de Fürstenberg)
- Lluís Jordi Simpert de Baden-Baden (1697–1761, O.C. 1717)
- August Jordi Simpert de Baden-Baden (1761–1771)
- Carles Frederic I de Baden, Gran Duc de Baden (1771–1811)